# Neusiß
Neusiß est une commune allemande de l'arrondissement d'Ilm, Land de Thuringe.

## Géographie
Neusiß est situé sur un plateau entre la vallée du Reichenbach et la vallée du Zahmen Gera. À l'est culmine le Reinsberge.
|           | Plaue      |         |
| Angelroda | Neusiß     | Ilmenau |
|           | Martinroda |         |

## Histoire
Neusiß est mentionné pour la première fois le 5 novembre 1427. Jusqu'en 1688, il fait l'objet de disputes au sein du comté d'Henneberg.

## Infrastructure
Jusqu'en 2004, Neusiß était relié directement à la Bundesstraße 4. Après l'ouverture de la Bundesautobahn 71, la B4 fut déclassée en  Landstraße (L 3004).

## Source, notes et références
- (de) Cet article est partiellement ou en totalité issu de l’article de Wikipédia en allemand intitulé « Neusiß » (voir la liste des auteurs).